# 대한민국 민법 제237조
대한민국 민법 제237조는 경계표, 담의 설치권에 대한 소유권 조문이다.

## 조문
제237조(경계표, 담의 설치권) ①인접하여 토지를 소유한 자는 공동비용으로 통상의 경계표나 담을 설치할 수 있다.
②전항의 비용은 쌍방이 절반하여 부담한다. 그러나 측량비용은 토지의 면적에 비례하여 부담한다.
③전2항의 규정은 다른 관습이 있으면 그 관습에 의한다.